# Libuňka
Die Libuňka ist ein Fluss im Český ráj, welcher in die Jizera (Iser) mündet.
Alle Flüsse im Český Ráj wurden in der Vergangenheit durch die Menschen im Lauf geändert. Eine der wenigen Ausnahmen ist der Abschnitt der Libuňka zwischen Ktová und Borek. Hier ist der ursprüngliche Charakter des Flusses erhalten geblieben. Das Flussbett ist tief mit Mäandern und ursprünglichen Uferwuchs. 1998 wurde dieser Abschnitt zum Naturdenkmal ausgerufen.
siehe auch Liste der Naturschutzgebiete in Tschechien